# Rikke Skov
Rikke Erhardsen Skov (Viborg, 1980. szeptember 7. –) olimpiai bajnok dán válogatott kézilabdázó, a dán Viborg HK-ban játszik 14 éves kora óta. 2016-ban vonult vissza, a 2-es mezszámát visszavonultatták.

## Pályafutása
Skov teljes felnőtt pályafutását a Viborg HK csapatánál töltötte, amellyel tízszer nyerte meg a dán bajnokságot és háromszor a Bajnokok ligáját.
A dán válogatottban 2000. július 28-án mutatkozhatott be. Tagja volt a 2004-es olimpián aranyérmet szerző és a 2004-es Európa-bajnokságon ezüstérmes csapatnak. Sérülései miatt 2009-ben 29 évesen 107 mérkőzés után visszavonult a válogatottságtól. Egy évvel később azonban a szövetségi kapitány hívására a Dániában rendezett Európa-bajnokságra visszatért, de a 2011-es világbajnokságot már nem vállalta. A 2012-es olimpiai kvalifikációs tornára újra visszatért a válogatottba, és miután sikerrel vették a selejtezőt, az olimpián is pályára lépett. A válogatottságot végleg 2016 áprilisában mondta le, miután a dán válogatott az olimpiai selejtezőt elbukta.

## Sikerei
- Bajnokok ligája győztes: 2006, 2009, 2010
- EHF-kupa győztes: 1999, 2004
- Dán bajnokság győztese: 1999, 2000, 2001, 2002, 2004, 2006, 2008, 2009, 2010, 2014
- Dán kupa győztes: 2003, 2006, 2007, 2008
- Olimpia győztes: 2004
- Európa-bajnokság ezüstérmes: 2004